# 植木枝盛
植木枝盛（1857年2月14日—1892年1月23日）、明治時代的自由民權運動的主要人物。出身於土佐國土佐郡井口村現高知縣高知市井口町，及土佐藩士植木直枝之子。

## 生平
植木枝盛在1877參加爭取立憲的組織立志社，並於1878－79年間先後出版《開明新論》及《民權自由論》而大受歡迎。他在1879年寫《民權自由論》：「我要對諸位說，你們都擁有相同的一件法寶，這件法寶是什麼呢？是能夠用錢衡量的木材，還是金、銀、寶石？不是，都不是。有一種比那些更珍貴的法寶，那就是自由權。如果不伸張民權，不爭取自由，幸福也好，安樂也好，都是得不到的。」:32更於1881年起草《東洋大日本國國權案》，成為當日私擬憲法論者中最強調民權的代表，提倡天皇權力從屬國家及地方高度自治的構想。
1890年，明治政府開設國會，植木在高知縣首次眾議院議員選舉以候補身份當選。1892年參加第二次眾議院議員選舉之前，因胃潰瘍惡化逝世，年僅三十六歲。由於逝世一事事出突然，有傳為被人毒殺。

## 參看
- 私擬憲法

1. ↑  《東亞三國的近現代史》共同編寫委員會 (编).  香港第一版. 香港: 三聯書店（香港）. 2005. ISBN 962-04-2496-4.